# Krzywie-Chełmy
Krzywie-Chełmy – jednostka pomocnicza gminy Zgierz położona w południowo-wschodniej części miasta. Osiedle administracyjne tworzy wschodnia część Chełmów wraz z Krzywiem.

## Lokalizacja
- Granica północno-wschodnia – biegnie wzdłuż rzeki Bzury w kierunku południowym do granic miasta Zgierza z gminą Zgierz i miastem Łódź,
- Granica południowa – biegnie od granicy z miastem Łódź od rzeki Bzury w kierunku zachodnim, południowym skrajem ulicy Porzeczkowej, przecina ulicę Łagiewnicką i dalej biegnie w kierunku zachodnim do ulicy Stanisława Wyspiańskiego, przecina ulicę Stanisława Wyspiańskiego i dochodzi do toru kolejowego PKP relacji Łódź Widzew – Zgierz,
- Granica południowo-zachodnia – biegnie torem PKP relacji Łódź Widzew – Zgierz od granicy z miastem Łódź do ulicy Chełmskiej, gdzie skręca w kierunku północno-wschodnim do ulicy Sadowej i dalej tą ulicą biegnie do szlaku kolejowego Zgierz – Łódź,
- Granica północno-zachodnia – biegnie wzdłuż szlaku kolejowego Zgierz – Łowicz od ulicy Sadowej, przecina ulicę Długą i dochodzi do mostu na rzece Bzurze.

## Adres Rady Osiedla
Osiedle Krzywie-Chełmy w Zgierzu
95-100 Zgierz, ul. Chełmska 75